# Empalot (groupe)
Pour l’article homonyme, voir Empalot.
Empalot, est un groupe de metal avant-gardiste français, originaire des Landes. Formé en 1998, il est composé de Joe et Mario Duplantier, chanteur/guitariste et batteur du groupe Gojira. Le groupe ne compte qu'un unique album studio, Tous aux cèpes, publié en 2001, avant sa séparation en 2003 ou 2004.

## Biographie
Le groupe enregistre et publie sa première démo intitulée Brout, en 1999. Deux ans plus tard, le groupe publie son premier album studio, Tous aux cèpes, le 25 mars 2002,.
Un album live d'Empalot, enregistré à Toulouse, intitulé En concert, est annoncé en édition limitée à 10 euros le jour du concert D'Emir Kusturica à Tarnos le 30 juillet 2004. Étant donné que le groupe est basé sur un projet parallèle autour du groupe Gojira, lequel connait une expansion de notoriété importante depuis la sortie en octobre 2005 de l'album From Mars to Sirius puis en 2008 de l'album The Way of All Flesh, l'activité d'Empalot est restée au point mort depuis lors.

## Style musical
Leur style musical repose sur un mélange de rock/metal avec une grande variété de musiques festives ou originales. Cela donne un genre assez indéfinissable mais toujours axé sur l'humour et la dérision. Le groupe surnomme son style musical de « terroir metal ».
Le côté décalé du groupe est aussi dans son aspect visuel : un artwork original et coloré, et surtout une mise en scène poussée des shows. En effet, lors des concerts, les neuf membres du groupe apparaissent costumés et maquillés, et évoluent dans un décor en relation avec le « thème » du concert (exemples : thème de l'urbanisme, du mystique, des extra-terrestres ou des années 1930…). L'aspect théâtral est renforcé par le fait que le concert est parfois entrecoupé de mini-sketchs.

## Membres
- Joseph Duplantier (Venceslas Podaldo) - chant, guitare
- Mario Duplantier (Daniel Pestous) - batterie
- Stéphane Chateauneuf - chant
- Laurentx Etxemendi - saxophone
- Christian Maisonnave - percussions
- Monsieur Dru - pose statique, danse

## Discographie
- 1999 : Brout (démo)
- 2002 : Tous aux cèpes (album)
- 2004 : En concert (album live)